# Ludvig den Stammende
Ludvig 2. (fransk: Louis II), kaldet Ludvig den Stammende (fransk: Louis le Bègue), (født 1. november 846, død 10. april 879) var konge af Akvitanien fra 867 til 879 og af Det Vestfrankiske Rige, en forgænger for nutidens Frankrig, fra 877 til 879.
Ludvig 2. af Frankrig var Karl den Skaldedes eneste overlevende søn. Han blev gift flere gange, og tre af hans sønner blev konger.